# Бензопилка

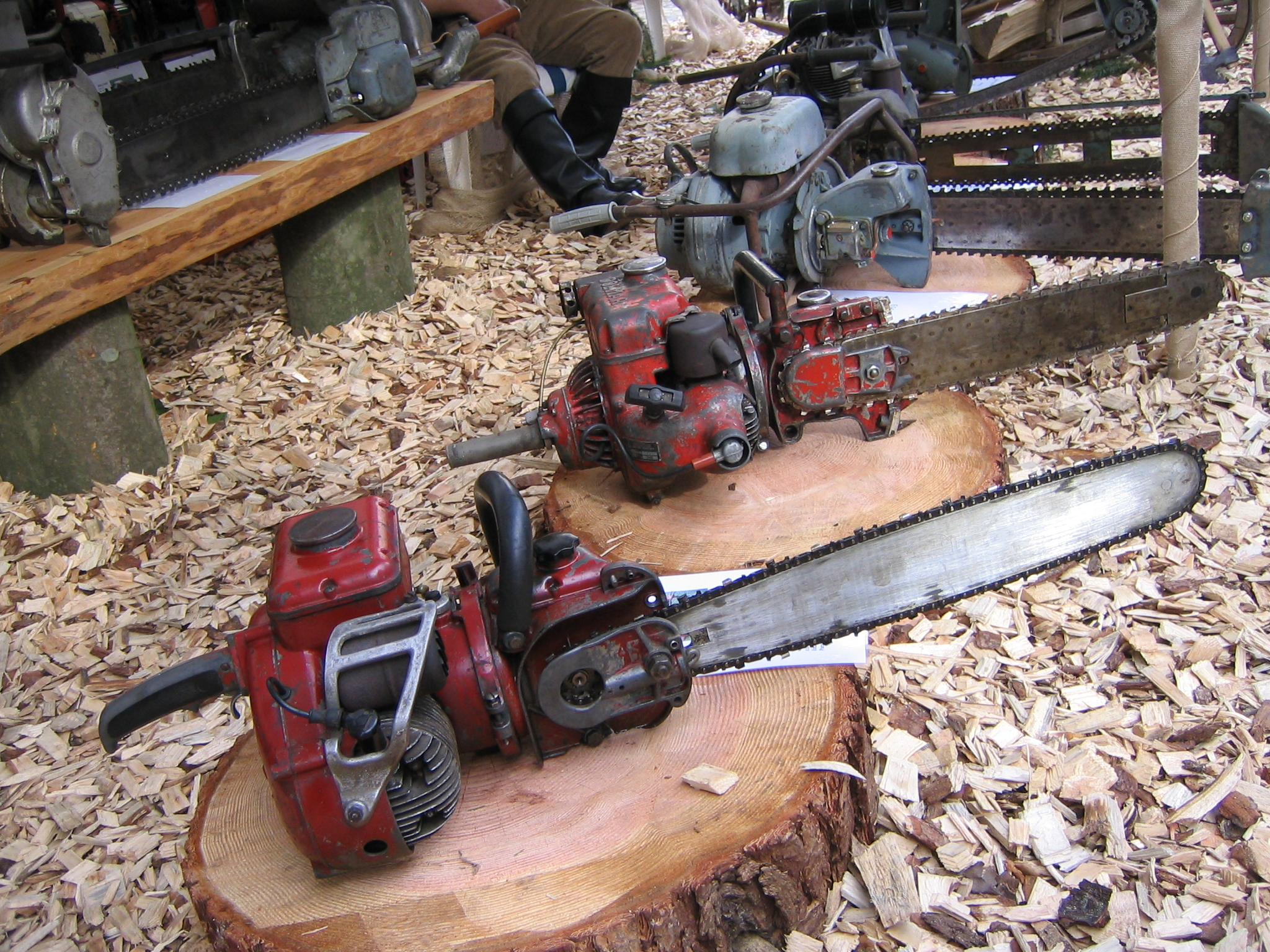
Бензопилки

Бензопилка (як різновид мотопилки) — ручний інструмент, оснащений двигуном внутрішнього згоряння і призначений для розрізання (розпилювання) дерева (деревини) при роботах з догляду за лісами, садами й парками, при заготівлі дров, на будівництві, в боротьбі з лісовими пожежами тощо. Спеціалізовані бензопилки призначені для різання бетону чи каменю. Іноді бензопилки використовуються для різання льоду чи спресованого снігу.

## Історія створення

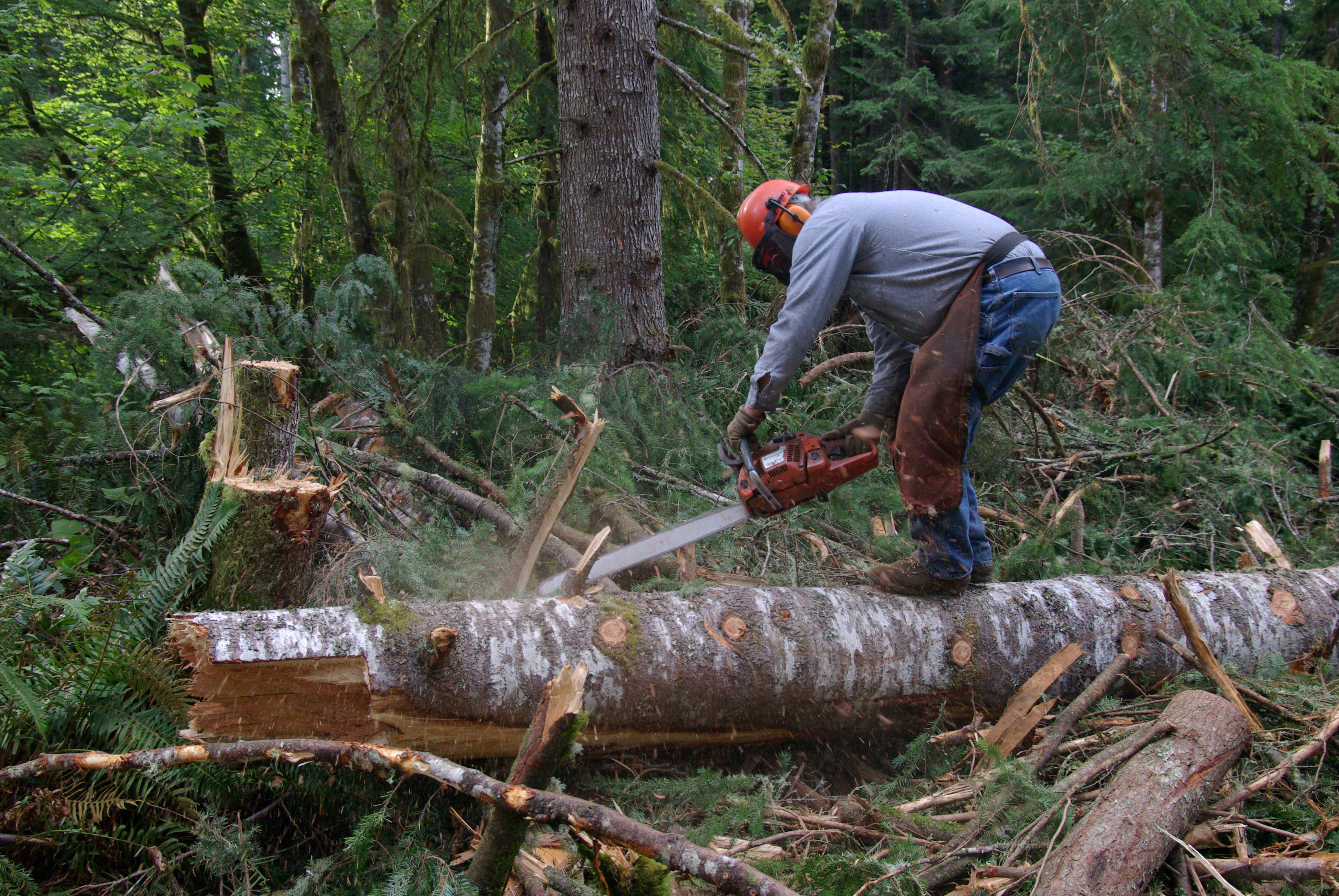
Бензопилка в роботі

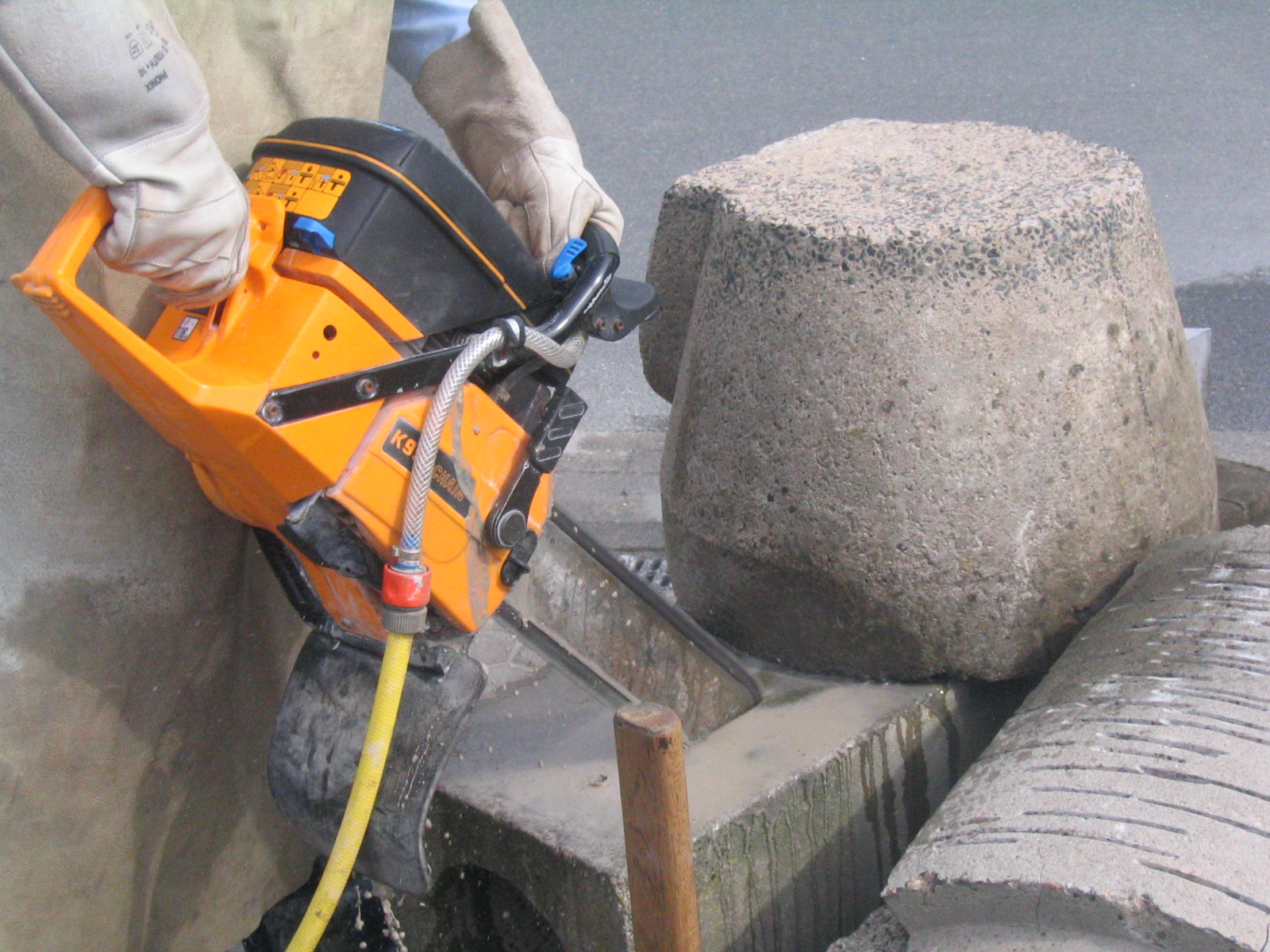
Пилка по бетону, шланг забезпечує підведення води

Ключові конструктивні елементи бензопилки (ланцюгова пилка, шина, двигун внутрішнього згоряння) були створені в кінці 19 століття. Практичне застосування механізованих пилок йде з початку 20 століття, при цьому використовувалися інші типи приводів: пневматичний, паровий, механічний та інші.
Певної інформації про першого виробника бензопил немає. Найбільш підтвердженим фактом є початок виробництва ручних ланцюгових пилок з бензиновим приводом Андреаса Штіля (Торгова марка Stihl) наприкінці 1920-х років[джерело?]. Всі ланцюгові пилки того часу, що створювалися для зрізання лісу, являли собою великогабаритні незграбні машини, якими оперували як мінімум дві людини. 
Багато разів проводилися спроби створення потужної ланцюгової пилки для вирубки дерев. У 1926 році німецький інженер-механік Андреас Штіль створив і запатентував першу ручну ланцюгову пилку з електродвигуном. В 1950 році лідер виробництва бензопил — німецька фірма STIHL презентувала на ринку першу компактну ручну пилку «Benzinmotorsäge Typ BL» з поворотним та відкидним ланцюговим ножем, якою міг працювати один робітник. Така конструкція стала революційною у своїй галузі.
У 1927 році німецький підприємець Еміль Лерп представив світу свою нову розробку — Dolmar, модель А. Інструмент оснащувався двигуном об'ємом 245 см³ потужністю 8 к.с. і важив 58 кг, з ним справлялись два робітники. Це була перша у світі ланцюгова пилка з бензиновим двигуном[джерело?]. 
В Україні вперше було розпочато масове виробництво бензопилки «Дружба» в 1955 році. Її було розроблено в 1953 році у дослідно-конструкторському бюро авіаційних двигунів Запорізького заводу № 478 (сьогодні конструкторське бюро «Прогрес»).

## Загальна конструкція бензопилки

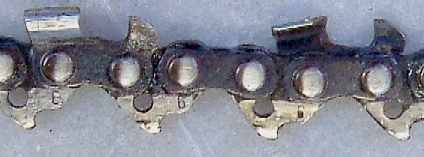
Ланцюг пилки

Бензопилка складається з приводного бензинового двигуна, який має систему повітряного охолодження, різального ланцюга, що рухається спрямувальною шиною, органів керування, паливної, антивібраційної системи та системи змащування ланцюга.
Привід оснащено інерційною муфтою зчеплення, що приводить ланцюг в рух збільшенням оборотів двигуна та не дозволяє глохнути при заклинюванні ланцюга або надмірному навантаженні. Для запуску двигуна використовувався  ручний шнуровий стартер.

## Види бензопилок
Побутові — бензопилки для домашніх потреб, заготівлі дров на зиму, очищення саду, будівництва та іншого. Ефективні для мешканців приватного сектора та дачників.
Напівпрофесійні — розраховані на невеликі об'єми праці. При цьому передбачається тривале або навіть щоденне їх використання.
Професійні — розроблені для багатозмінної, безперервної роботи протягом декількох днів. Переважно це роботи, пов'язані з лісозаготівлею, з проведенням рятувальних робіт тощо.